# Erylus geodioides
Erylus geodioides är en svampdjursart som beskrevs av Burton och Rao 1932. Erylus geodioides ingår i släktet Erylus och familjen Geodiidae.
Artens utbredningsområde är havet utanför Indien. Inga underarter finns listade i Catalogue of Life.